# ماریا دولینا
ماریا دولینا (اوکراینی: Марія Іванівна Доліна؛ ۱۸ دسامبر ۱۹۲۲ – ۳ مارس ۲۰۱۰) خلبان نظامی اهل اتحاد جماهیر سوسیالیستی شوروی بود.
وی همچنین برندهٔ جوایزی همچون نشان پرچم سرخ، نشان لنین، و قهرمان اتحاد شوروی شده‌است.